# Detling Peak
Detling Peak är en bergstopp i Antarktis. Den ligger i Västantarktis. Inget land gör anspråk på området. Toppen på Detling Peak är 827 meter över havet.
Terrängen runt Detling Peak är platt åt sydväst, men åt nordost är den kuperad. Trakten är obefolkad. Det finns inga samhällen i närheten.